# Boudy (hradiště)
Boudy jsou pravěké hradiště severozápadně od stejnojmenné vesnice v okrese Písek v Jihočeském kraji. Nachází se v Benešovské pahorkatině na vrcholové části kopce Hrad. Využití místa je doloženo už ve střední době bronzové, ale opevněné hradiště zde vzniklo až v pozdní době halštatské. Jeho areál je chráněn jako kulturní památka.

## Historie
Zlomky keramiky dokládají osídlení lokality ve starší době bronzové příslušníky mohylových kultur. Opevněné hradiště zde však bylo vybudováno až na přelomu doby halštatské a laténské.  Naposledy byl vrchol kopce nějakým způsobem využit na konci raného středověku ve dvanáctém století.
Funkce hradiště je nejasná. Pravděpodobně však nešlo o běžnou pevnost, ale o kultovní či symbolické komunitní místo, které spojovalo obyvatele okolní krajiny. Ta byla osídlována především v době halštatské nejspíše v souvislosti s těžbou zlata z říčních nánosů Skalice a Lomnice. Podpůrným argumentem pro tuto hypotézu je skutečnost, že se hradiště nachází uprostřed pomyslného kruhu hradišť, ke kterým patří menší hradiště Zvíkov, Orlík, Zlivice, Zadní Zborovice a další.
Autorem první odborné práce o hradišti z roku 1867 byl filozof Josef Dastich, podle něhož byli jeho staviteli Slované. Teprve na základě výsledků archeologickém výzkumu, který provedl Bedřich Dubský v letech 1927–1928 bylo období výstavby určeno do doby železné.

## Stavební podoba
Dvoudílné hradiště s rozlohou 2,6 hektaru se nachází na vrcholové části vrchu Hrad (též Kozí hrad, 574 metrů) v Benešovské pahorkatině. Dochované opevnění má podobu dvou okolo vrcholu soustředných valů z nasucho poskládaných kamenů. Vnější val je dlouhý asi 420 metrů a v některých místech téměř zanikal při rozebírání na stavební kámen. Vstup do hradiště se pravděpodobně nacházel na západní straně, kde jsou dva konce valu odděleny čtyři metry širokou mezerou. Vnitřní val měří 244 metrů, je až 1,4 metru vysoký a jeho šířka dosahuje třinácti metrů. Obklopuje plochu s rozlohou 0,5 hektaru. Uvnitř plochy jsou patrné stopy po vyrovnávání terénu.
Při archeologickém průzkumu severozápadní části vnitřního valu byly odkryty pozůstatky původní konstrukce. Na vnější straně se v destrukci dochovala asi jeden metr vysoká zeď stavěná na šířku jednoho kamene. Od ní byla 3,7 metru vzdálena vnitřní zeď dochovaná ve výšce okolo 0,5 metru. Vnitřní prostor byl vyplněn kameny. Je však možné, že obě odkryté zídky pouze vymezovaly prostor určený k navršení kamenného valu. Podle množství destrukce mohla být původní zeď vysoká asi 1,5 metru a s případnou dřevěnou nástavbou až 2,5 metru.

## Přístup
Hradiště je volně přístupné po žlutě značené turistické trasa z Mirotic přes ves Boudy do Rakovic.